# Palíndrom

Imatge d'un conegut palíndrom llatí, el primer que es coneix, el Quadrat Sator, trobat a una paret d'Herculà

Un palíndrom (del grec palin dromos, que torna enrere, que va i ve) és una paraula, frase o grup de paraules
les lletres de les quals es repeteixen en el mateix ordre quan són llegides en la direcció inversa. Usuals en els jocs de paraules, es coneixen també com capicues, si bé aquesta denominació s'utilitza més pels números que reuneixen la mateixa condició. S'anomenen bifronts aquelles paraules que llegides en direcció contrària també tenen sentit però amb un significat diferent: Roma i amor.
En genètica s'anomena palíndrom un segment d'ADN que es pot llegir en les dues direccions.
Escriure poemes o textos palindròmics és un tipus d'escriptura restringida. Des de 1987 existeix una associació nascuda a Catalunya que agrupa els palindromistes d'arreu, el Club Palindromista Internacional.

## Alguns palíndroms
Hi ha multitud de palíndroms. Aquí només se n'assenyalen alguns exemples:

### Paraules en català
- Noms propis: Anna, Llull
- Noms comuns: ala, alà, ama, caiac, carrac, cec, coc, cóc, cuc, etè, gag, ili, mam, mem, mim, mínim, mom, nan, nen, nin, nun, pap, pipiripip, pop, radar, rar, remer, rossor, rotor, selles, senès, sis
- Adjectius: alà, cec, cínic, mínim, rossor, senès, seves, sis, sonós, sorrós
- Adverbis: allà, tot
- Articles: ses (plural de sa), sos (plural de so)
- Interjeccions: apa, bub-bub, tururut
- Pronoms: tot
- Formes verbals

- Infinitius: rajar, rallar, rapar, ramar, rasar, ratar, refer
- Altres formes: manam (de manar), marram (de marrar), menem (de menar), niïn (de niar), salàs (de salar), sanàs (de sanar), seies (de seure), tapat (de tapar).

### Mots bifronts
ah/ha, al/la, amor/Roma, arròs/sorra, as/sa
buc/cub
call/llac, coll/lloc, cop/poc, cor/roc, cos/soc
ela/alè, ep/pe
llop/poll, lluc/cull
mar/ram, mena/anem, moc/com, món/nom, mos/som
olla/allò
san/nas, som/mos, son/nos, suc/cus
tan/nat, tapa/ àpat, te/et, tell/llet, toll/llot, tor/rot

### Frases en català
- Anul·la la lluna
- Apa! Cal a la capa? (de Santi Gomà)
- Argentina, la lluna anul·la la nit negra (de Carles Mani Barneda, musicat per Llorenç Balsach)[1]
- Atrapa'l o l'aparta! (de Santi Gomà)
- A treballar allà, Berta!
- A una nena nua llepa-li la pell, llepa-li la pell a una nena nua. (de J. Ruiz i Solanes)
- Català, a l'atac!
- Cita-la a l'àtic (de J. Ruiz i Solanes)
- El bo plau al poble.
- És així, ase!
- I ara calla, carai!
- I ara rai.
- Margarida dirà gram.
- Margarita tira gram (popular)
- No sap pas on!
- Salta l'airós nen sorià l'atlas.
- Senén té sis nens i set nenes.
- Sé on no és.
- S'és o no s'és.
- Tapa i àpat.
- Tramaran anar a Mart.
- Un pop nu.
- El bé fa mal i la mà, feble.
- Sorra a la "boda" i adoba l'arròs.
- I rimeu que rimi i mireu que rimi! I mireu que miri!

### Frases en altres llengües
- Llatí: Roma tibi subito motibus ibit amor («De Roma et vindrà de sobte un amor apassionat.») (atribuït a Quintilià)
- Anglès: Madam, I'm Adam. («Senyora, sóc l'Adam.»)
- Castellà: Dábale arroz a la zorra el abad. («Li donava arròs a la rabosa l'abat.»)

Sé verla al revés. («Sé veure-la a l'inrevés.»)
- Occità: Roma, lo còr nud d'un ròc o l'amor.. («Roma, el cor nu d'una roca o l'amor»).
- Croat: Ana voli Milovana. («L'Anna estima en Milovan»).
- Danès: Du er Freud. («Tu ets Freud.»)
- Finès: Saippuakauppias. («Venedor de sabó».)
- Francès: Bon sport, trop snob. («Bon esport, massa esnob.»)
- Inuit: Qajaq. («Caiac.»)
- Noruec: Agnes i senga. («L'Agnès al llit.»)
- Portuguès: Anotaram a data da maratona. («Anotaren la data de la marató.»)
- Rus: А роза упала на лапу Азора. («Però la rosa ha caigut a sobre de la pota d'Azor.»)
- Internet: ur.ru Arxivat 2005-09-24 a Wayback Machine.

## Variants
Hi ha descrites diverses variants de palíndroms i bifronts:
- Bifronts bilingües: Paraules o frases que llegides del dret tenen significat en un idioma, i al revés en tenen en un altre.
- Palíndroms grupals: Les lletres d'una paraula s'agrupen en blocs, de manera que aquests apareixen a la paraula de forma palindròmica, per exemple: co-co, m-are-j-are-m, aven-t-aven...
- Palíndroms parcials: Paraula que conté un palíndrom, per exemple: acar[nissessin], [massissam]ent, t[aral·larà]...